# Wohnhaus Martinistraße 27

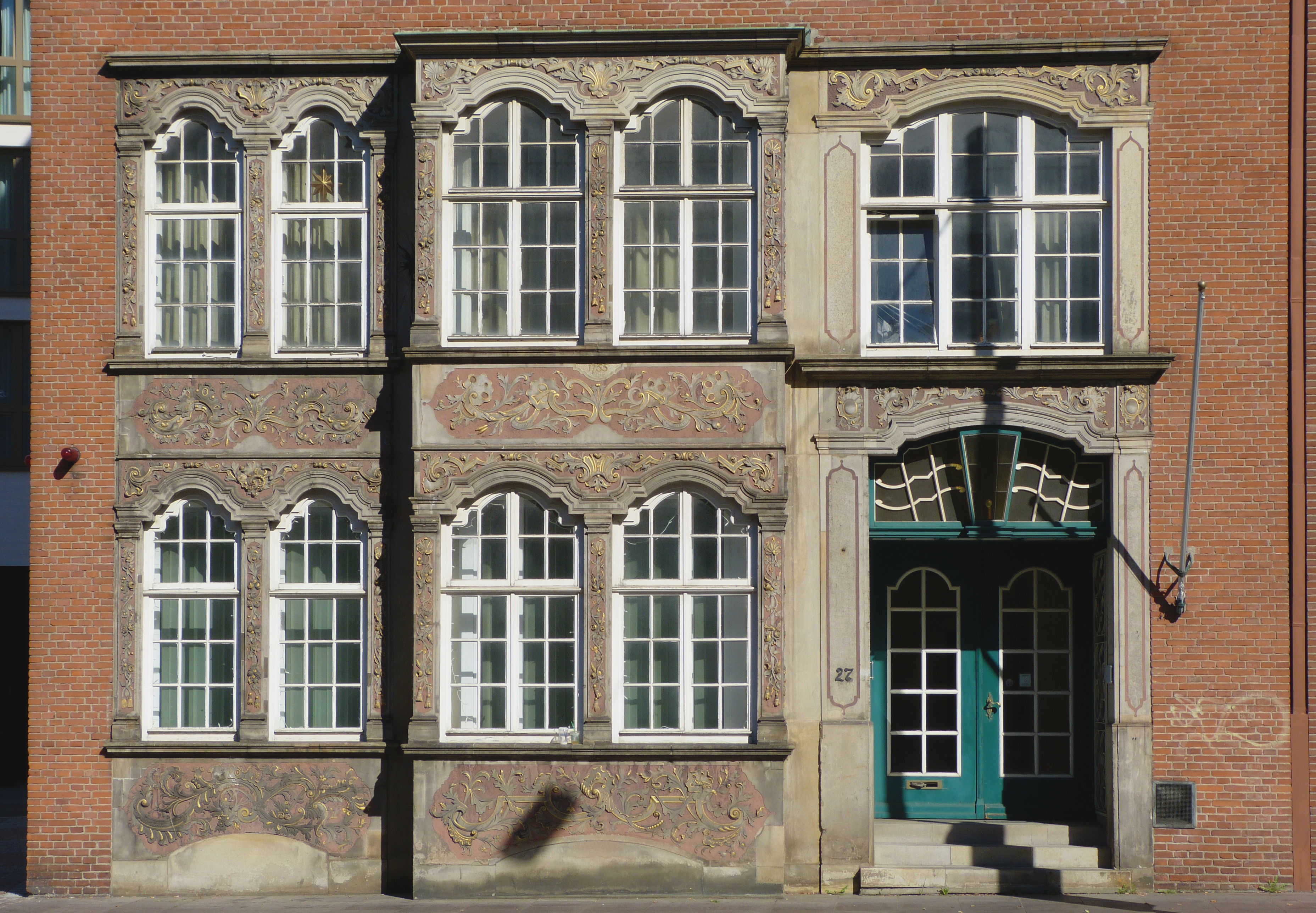
Haus Martinistraße 27

Das Wohnhaus Martinistraße 27 befindet sich in Bremen, Stadtteil Mitte, Ortsteil  Altstadt, Martinistraße. Besonderheit des Backsteingebäudes von 1965 ist die 1750 vermutlich von Theophilus Wilhelm Frese gefertigte straßenseitige Fassade von Erd- und erstem Obergeschoss, die hier drittmalig Verwendung fand.
Die Rokokofassade steht seit 1973 unter Bremer Denkmalschutz.

## Geschichte

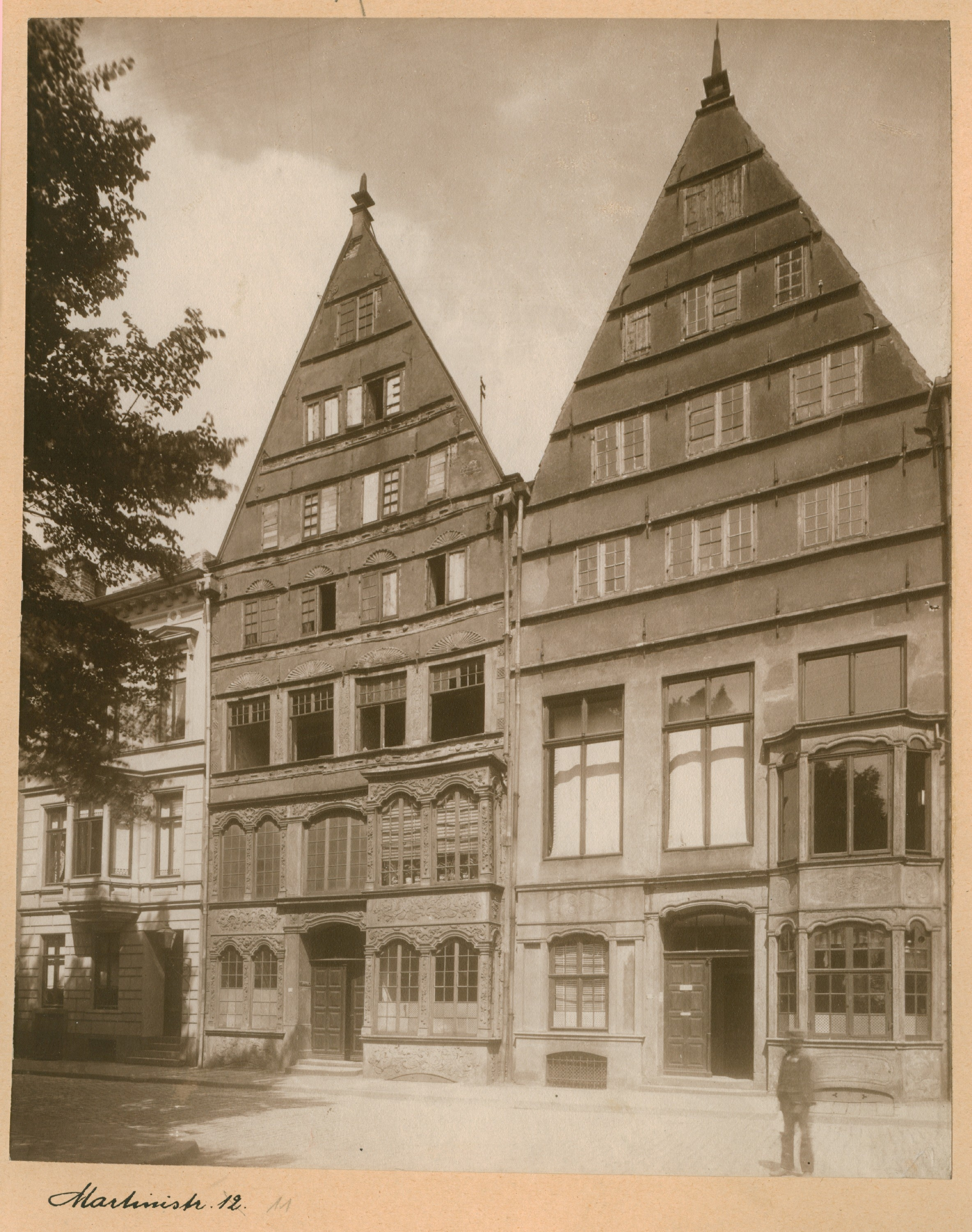
1. Haus, Martinistraße 11

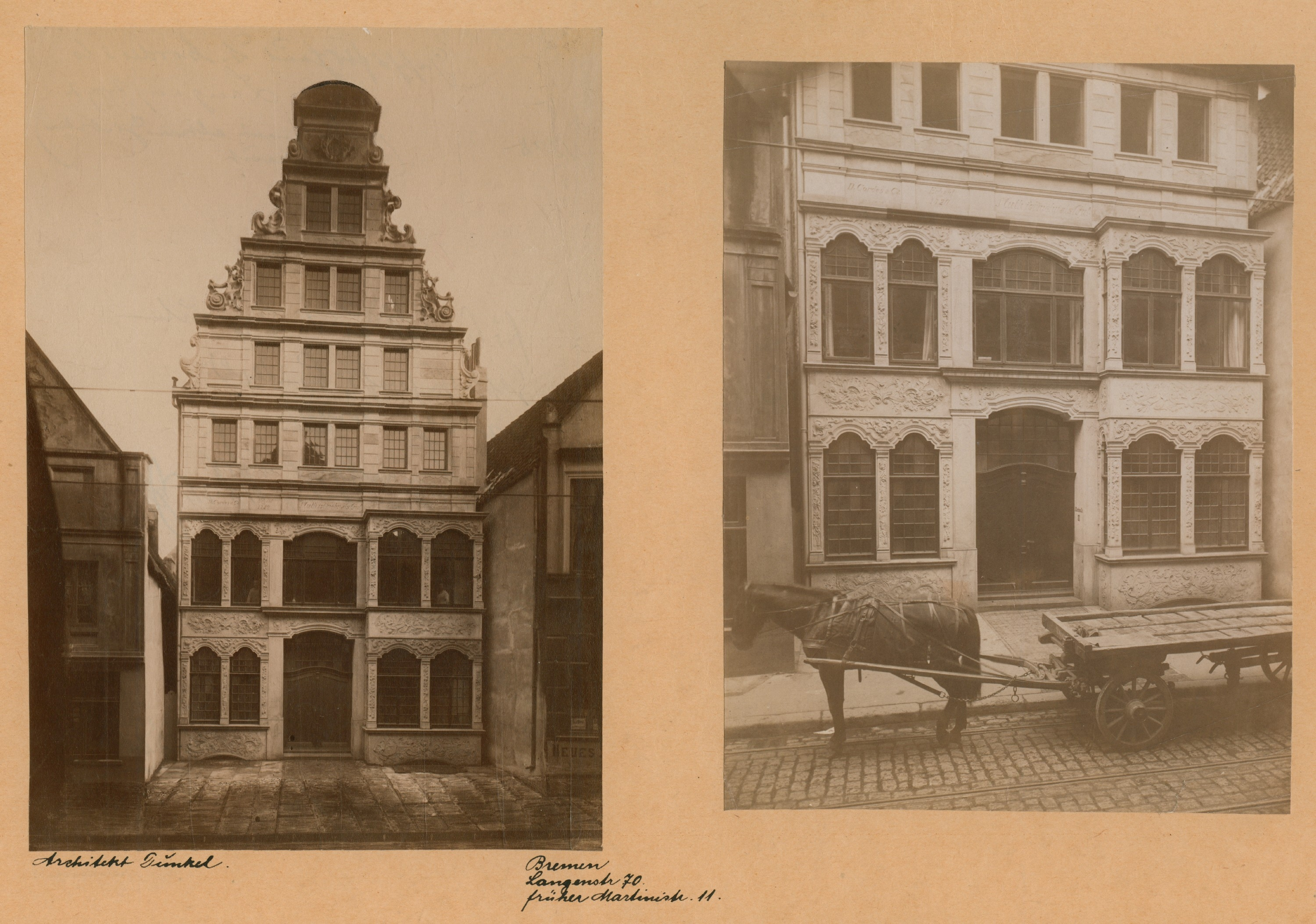
2. Haus, Langenstraße 70

Die Fassade im Stil des Rokokos wurde für das 1750 (Barock) erbaute Haus Martinistraße 11 geschaffen. In diesem Gebäude hat ab 1838 Friedrich Engels eine Kaufmannslehre absolviert. Das Haus wurde 1897 abgerissen. 
Unterstützt von der Julius-Rohland-Stiftung wurden die Fassadenelemente erhalten und für das von Albert Dunkel neu erbaute Haus Langenstraße 70 verwendet. Dieses Haus wurde im Zweiten Weltkrieg zerstört. Wieder wurden die Fassadenteile geborgen. Sie wurden 1964/65 in veränderter Anordnung in den Neubau Martinistraße 27 eingefügt, der heute (2018) als Bürohaus genutzt wird. 
Nur sehr wenige Bauten oder Bauteile aus dem Rokoko sind in Bremen erhalten. Weitere Rokokobauten oder -fassaden in Bremen sind: Amtsfischerhaus, Café Stecker, Giebelhaus Geeren 26, Haus der Stadtsparkasse, Kontorhaus Suding und Soeken, unteres Geschoss.